# François Boucher
François Boucher (29. září 1703, Paříž – 30. května 1770, Paříž) byl francouzský malíř, jeden z hlavních představitelů rokokové malby. Pracoval i jako dvorní portrétista Madame de Pompadour. Byl též výborným kreslířem, jeho způsob kresby připomíná Rubense a Watteaua.

## Život a dílo

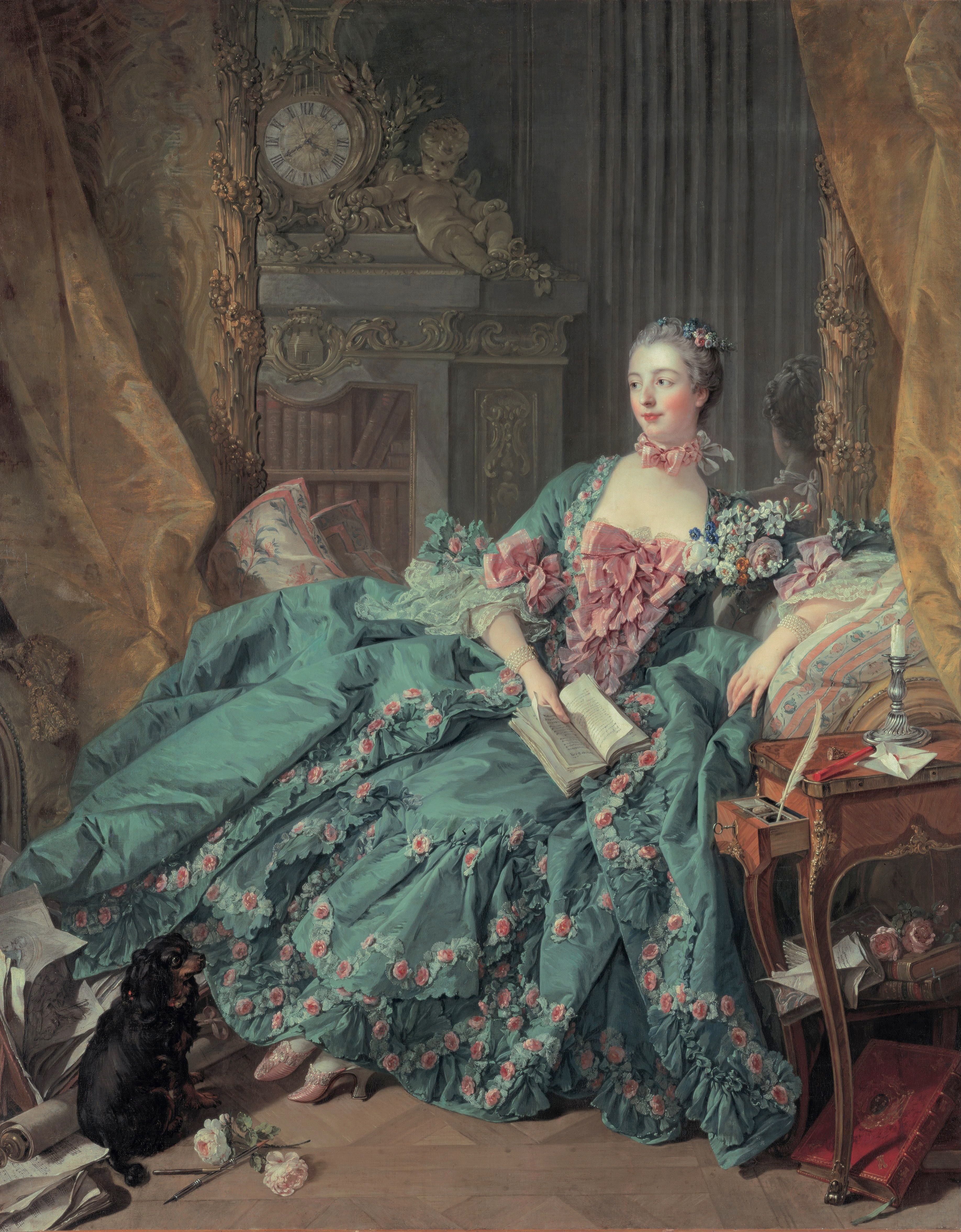
Portrét Madame de Pompadour, 1758

François Boucher se narodil 29. září 1703 v Paříži jako syn kreslíře vzorků pro medaile a mědirytce. Od něj získal první umělecké poučení pro svoji tvorbu. Pak strávil řadu let na Akademii u malíře fresek Lemoyna a u mědirytce J.F. Carse. V té době vytvářel rytiny podle Watteauových obrazů a z tohoto vlivu se již nevymanil. V roce 1720 získal Římskou cenu a v roce 1727 podnikl cestu do Itálie, kde se seznámil s Tiepolovými freskami, které na něj učinily hluboký dojem a ovlivnily jeho další malířský vývoj. Podle některých pramenů vytvořil Boucher přes 10 000 kreseb a nepřeberné množství obrazů. V jeho díle hrají důležitou roli i gobelíny pro manufakturu v Beauvais.
V Boucherově díle najdeme rozličná témata. Vytvářel mimo jiné portréty, historické a mytologické obrazy i pastorální scény. Jeho volba barev je rafinovaná a náměty jsou často velmi smyslné. V portrétech šlo Boucherovi především o elegantní pózu modelu, nikoli o psychologii. Díky těmto schopnostem byl Boucher považován za jednoho z nejlepších malířů své doby.
Již v průběhu Boucherova života se ozývaly kritické hlasy, předhazující mu jeho vyumělkovanost a nepřirozenost. Jeden z jeho nejhalasnějších kritiků Denis Diderot obvinil Bouchera, že maluje ženy jako kurtizány a nadbíhá vkusu šlechty. Diderot se zapříčinil o to, že veřejnost Bouchera na konci života více odsuzovala než obdivovala. François Boucher zemřel 30. května 1770 v Paříži.

## Výběr z díla
- Herkules a Omfalé – 1724 (Puškinovo výtvarné muzeum, Moskva)
- Venuše s kupidy – 1751 (Metropolitní muzeum umění, New York)
- Pán a Seléné – 1759
- Triton a nymfy – 1763 (Musée du Louvre, Paříž – kresba)
- Rybolov – 1757 (Grand Trianon, Paříž)

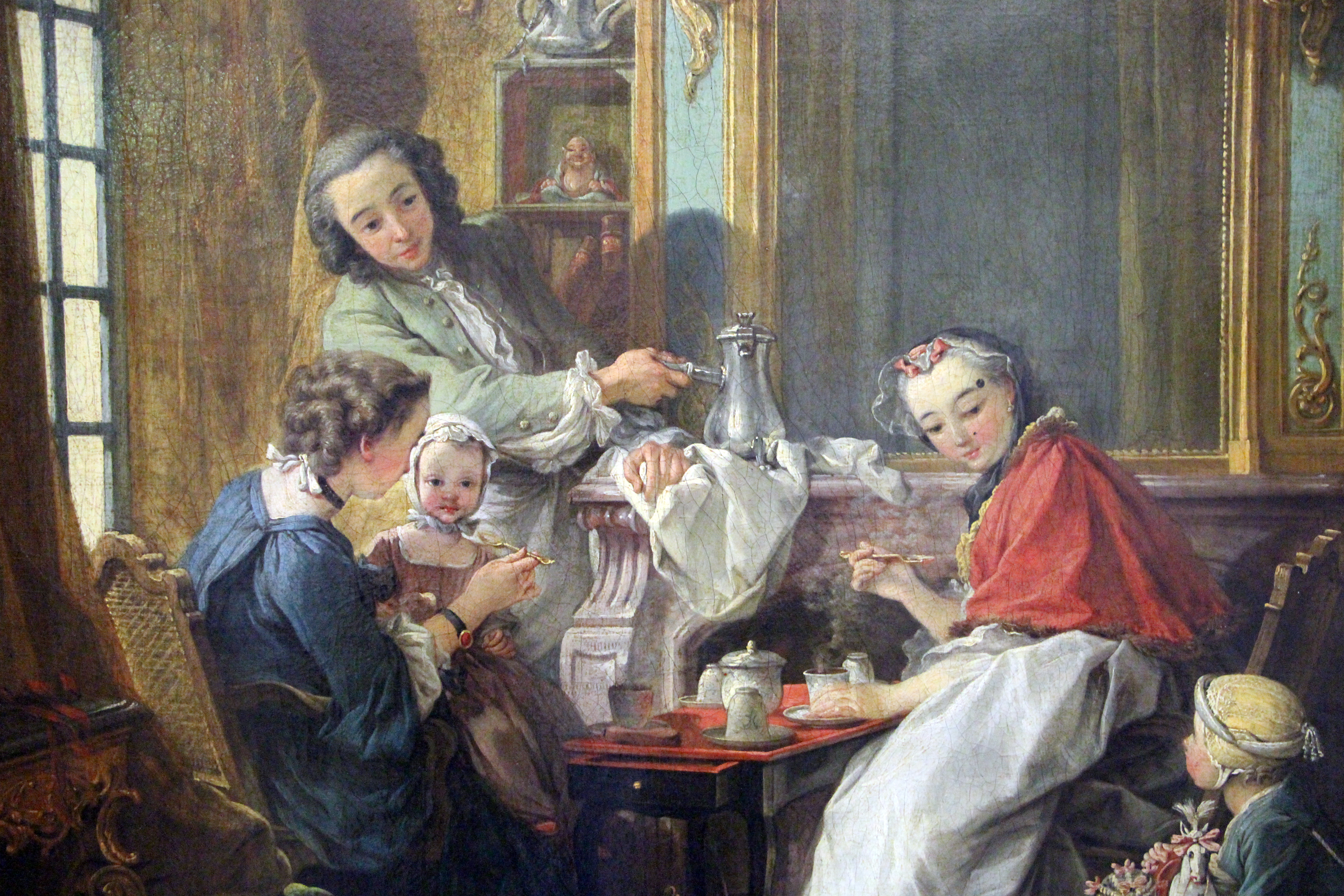
Snídaně, olej na plátně, 1739, rozměry 81,5 × 65,5 cm, Musée du Louvre, Paříž

Snídaně je obraz, jehož nálada ranní pospolitosti se odvíjí ze světlých a jasných tónů. V dopadajícím světle se elegantní prostředí noří do nazlátlého nádechu, který obklopuje mládí, krásu a bezstarostnost znázorněných postav. Harmonický dojem je však zároveň jen zdáním – směry pohledů, posunků i jednání, které se navzájem rozcházejí, svědčí o maximální distancovanosti postav. 

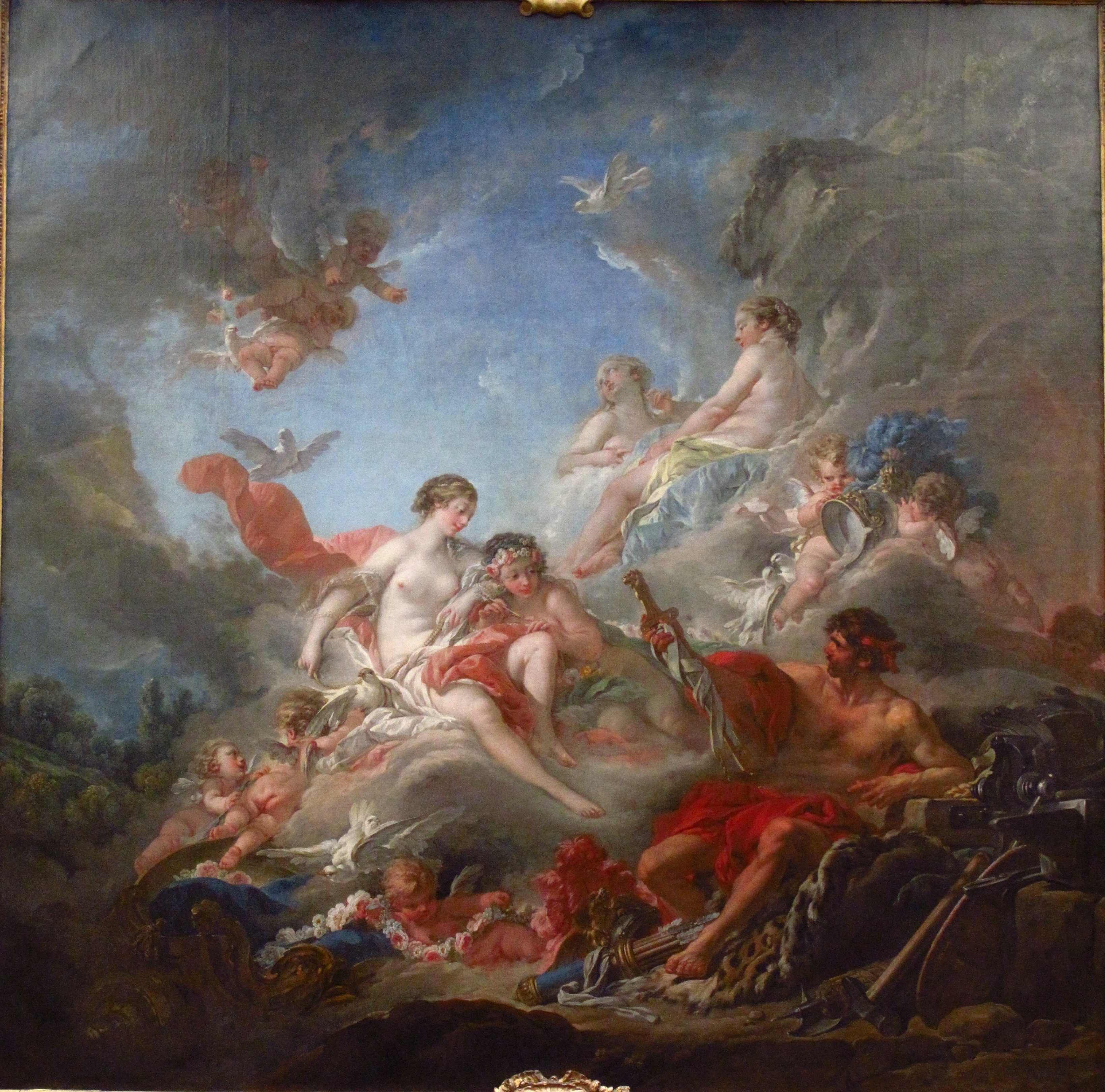
Venuše a Vulkán, olej na plátně, rok 1757, rozm. 210 × 200 cm, Musée du Louvre, Paříž

Venuše a Vulkán je dílo, které neznázorňuje žádné erotické dobrodružství. Do kovárny boha ohně Vulkána se spustí bohyně Venuše, aby odtud odnesla zbraně pro trójského hrdinu Aenea. Oživující účinek se odvíjí právě tak z rytmu oblaků a postav jako z kontrastu výrazných a jemných barev, které jsou příznačné pro rozdílné sféry boha ohně a jeho ženy. 

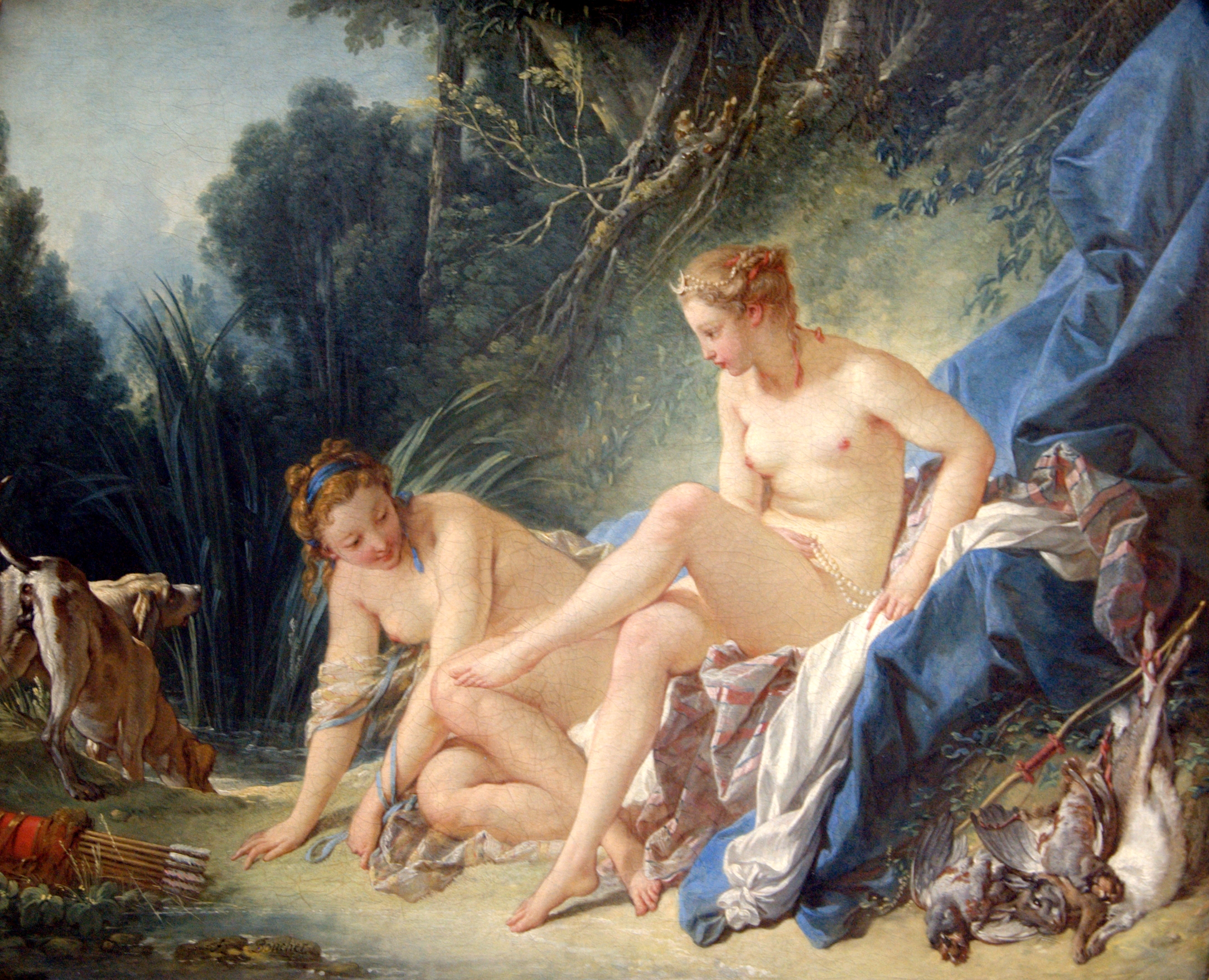
Diana v lázni, olej na plátně, rok 1742, rozm. 57 × 73 cm, Musée du Louvre, Paříž

Diana v lázni, někdy také Diana odpočívající po koupeli. – Na tomto obraze Boucher ztvárňuje svůj mytologický námět zcela v rokokovém duchu. Středem výjevu tudíž nejsou hrdinské činy, nýbrž prvek milostného dobrodružství. Na tomto intimním vyobrazení jsou s voyeurským zalíbením předváděny svůdné vnady panenské a přísné bohyně lovu, jimž se pozicí nymfy dostává ještě zřetelnějšího důrazu. Podobně jako na dalších Boucherových malbách se nejchoulostivější účinek odvíjí od smyslného aspektu nevinnosti. 

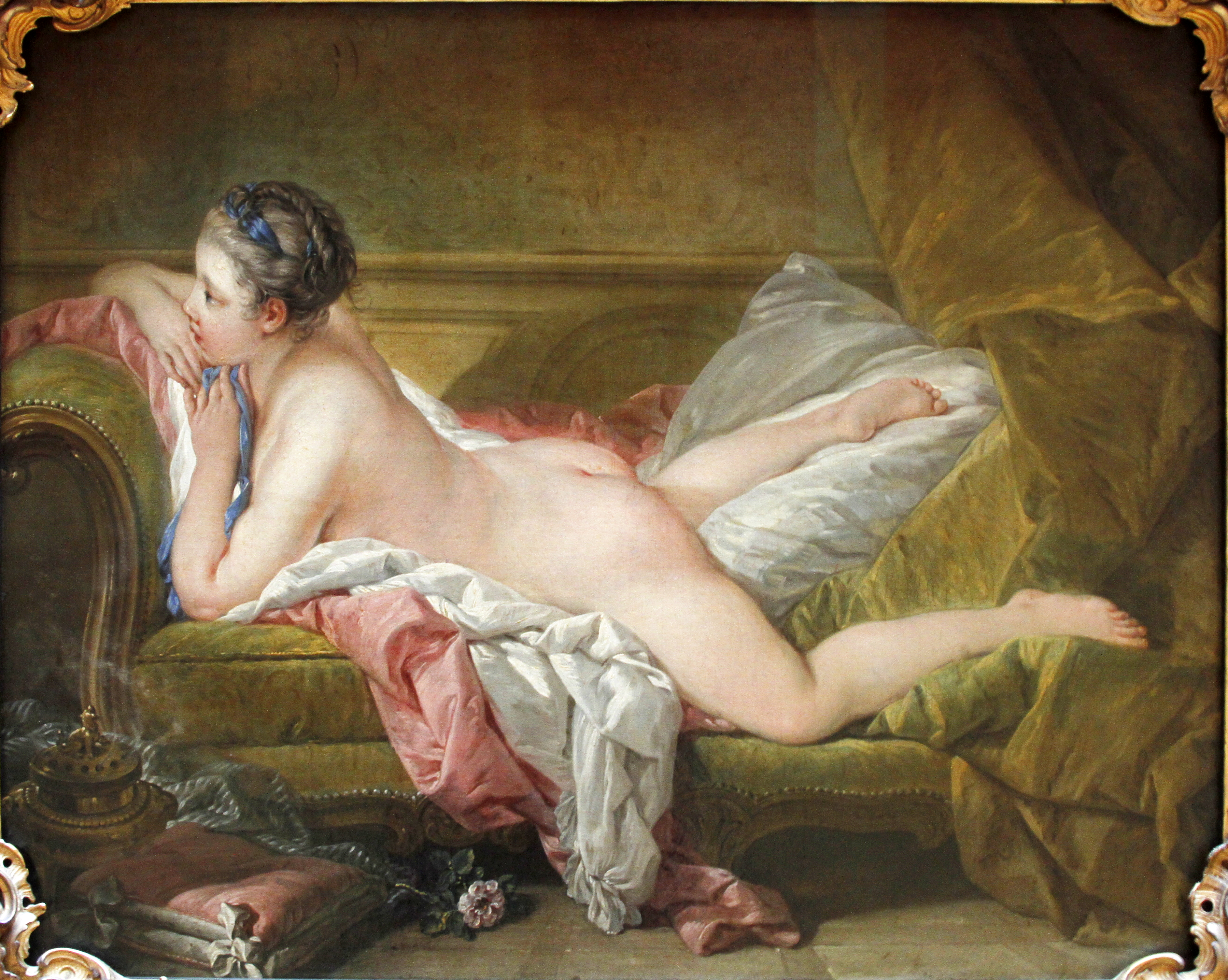
Odpočívající odaliska (Louise O’Murphy), olej na plátně, rok 1752, rozm. 59 × 73 cm, Alte Pinakothek, Mnichov

Boucher je autorem několika ležících aktů. Jeho modelem v tomto případě byla mladá Irka Louise O’Murphy, která byla po krátký čas považována za favoritku krále Ludvíka XV. Znázorněná žena není ztělesněním klasické krásy, nýbrž pohlednou koketou, hovící si v eroticky vyzývavé póze. Nepřirozené ztvárnění povrchu i delikátní kolorit však odkazují tělo ženy i prostor obrazu do sféry, která je pro pozorovatele nepřístupná. 